# Trauma (1972)
Trauma ist ein Thriller des ansonsten für seine Abenteuer- und Kriminalgeschichten bekannten Autors Karl Heinz Zeitler, der unter verschiedenen Titeln gezeigt wurde, so auch als Das Gewissen und Verfolgungsjagd um Mitternacht. Trauma ist der Originaltitel, der im Vorspann zu lesen ist und auf den auch mehrfach durch Texteinblendungen während des Vorspanns verwiesen wird.

## Handlung
Eleanor erhält eines Tages Besuch von Cory, der sie von ihrem Bruder grüßt. Sie kann nicht ahnen, dass er Böses im Schilde führt und so nimmt sie ihn mit nach Hause. In Wahrheit nutzt Cory die Gelegenheit, um Eleanor auszuspionieren. Zunächst geht es um Industriespionage, doch schon bald um mehr. Cory will das Unternehmen erpressen. Eleanor birgt ein Geheimnis: sie hat in ihrer Hochzeitsnacht die Hölle erlebt. Ein Trauzeuge vergewaltigte sie, ihr Ehemann reagierte nicht darauf und wurde von ihr im Affekt getötet. Nun scheint die kontaktscheue Frau erneut auf einen vertrauenswürdigen Mann hereingefallen zu sein. Als sie dahinterkommt, welches Spiel Cory treibt, ist es zu spät. Sie ist in der 25. Etage ihres Bürogebäudes nachts mit ihm gefangen, wird Zeugin eines Mordes an einem Nachtwächter und muss vor ihm fliehen. Angsterfüllt verbringt sie einige Stunden in dem dunklen Gebäude, immer in der Angst, von Cory entdeckt und getötet zu werden. Doch schließlich kann sie sich aus der Lage befreien und tötet erneut ihren Widersacher im Kampf.

## Hintergrund
Der Film startet mit einigen Texttafeln. Darauf ist zu lesen: „Sex ist frei geworden, sehr frei sogar. Das ist gut. Das ist schlecht“ und weiter: „Schlecht dann, wenn Gedankenlosigkeit oder mangelnde Sexualmoral Menschen in sexuelle Zwangssituationen bringen“, schließlich: „Situationen also, die schockierend wirken. Situationen, die einen Schock auslösen, an dem der betroffene Mensch sein Leben lang leiden kann.“ Danach folgt der Titelvorspann, schließlich der Hinweis: „'Trauma' ist ein Film für Frauen, den Männer sehen sollten, denn sie sind schuld an dieser Geschichte“.
Die Rückblenden sind alle auf Negativfilm gebannt und bläulich gefärbt. Produktionsfirma war die Monika-Film K.G. Berlin in Gemeinschaft mit Orbita-Films, Barcelona und Maya-Films, Paris, der gesamte Film wurde in Barcelona gedreht. Regisseur Karl-Heinz Zeitler erschien in den ausländischen Fassungen als „Douglas Fithian“ in den Vorspännen. Der Film erschien in den 1980er Jahren auf Video und wurde erstmals am 3. September 1997 im Fernsehen gezeigt.

## Filmtitel
Der originale Filmtitel lautet „Trauma“, spätere Titel waren „Verfolgungsjagd um Mitternacht“ und „Das Gewissen“. Der spanische Titel lautet „Una secretaria para matar“, eine Alternative zum englischen Titel „Touch me not“ war „The Hunted“.

## Sonstiges
Mehrfach ist im Film in verschiedenen Szenen ein Mikrofon am oberen Bildrand zu sehen.
Die später entstandene Episode Mord im Hochhaus (I’m The Girl He Wants to Kill im Originaltitel) aus der Fernsehserie Thriller von Brian Clemens ähnelt deutlich der letzten halben Stunde dieses Films. Möglicherweise ließ sich der Autor der Fernsehepisode von Trauma inspirieren, zumal er für die von ihm geschriebenen Drehbücher zur Serie immer wieder auf bekannte Filmsujets zurückgriff.